# فتى الصحف
فتى الصحف (بالإنجليزية: Paperboy)‏ هي لعبة فيديو صدرت في عام 1984، وهي متوفرة على أجهزة ألعاب آركيد.

## وصلات خارجية
- فتى الصحف على موقع IMDb (الإنجليزية)

- Paperboy على موقع القائمة القاتلة لألعاب الفيديو
- Paperboy guide في موقع ستراتيجي ويكي
- Paperboy على موبي غيمز
- Paperboy في موقع World of Spectrum
- The  arcade  version of Paperboy يمكن لعبها مجانا في المتصفح في أرشيف الإنترنت